# Musée des Blindés
Musée des Blindés är ett stridsvagnsmuseum i Saumur, Frankrike. Det är ett av världens största stridsvagnsmuseer med 880 fordon, varav 200 fortfarande fungerar. Bland annat finns i museet en Stridsvagn 103 och en Pbv 301.